# 趙士驥
趙士驥（17世紀—1643年），字卓午，號黃澤，山東登州府萊陽縣人，明朝政治人物。

## 生平
趙士驥是天啟元年（1621年）山東鄉試舉人，十六年間粗衣糲食，不擾知縣，到崇禎十年（1637年）成進士，大理寺觀政，十二年四月獲授中書舍人，本年同考順天鄉試，依舊品行端正，不久辭官回鄉。他篤於孝友，雙親逝世時哀毀骨立，又博覽羣書，文章下筆千言立就，得士子視為宗匠；崇禎十六年（1643年）清兵攻打山東，他和工部右侍郎宋玫、吏部郎中宋應亨、萊陽知縣張宏一同被殺，朝廷追贈光祿寺少卿、中憲大夫，乾隆年間追諡節愍，墓在縣西邊五里，有碑，而著作則有《文起樓稿》、《春秋四傳合解》，入祀鄉賢祠、忠孝祠。

## 家族
曾祖趙景辉，祖趙可梁，寿官；父趙有光，儒官、大宾。趙士驥有五子：順治九年進士趙㟶、拔貢趙嶐、順治十五年進士趙崙、拔貢趙崇等。

## 引用
1. 1 2  康熙《萊陽縣志·卷八·人物志》：趙士驥 號黃澤，進士中書，為孝廉十六年不一事干邑侯，粗衣糲食泊如也，及登進士廉隅自飭，與孝廉時無異焉。篤於孝友，居親喪哀毀骨立，兄弟間有無同之，族人待以舉火者甚眾；博覽羣書，下筆數千言立就，學士咸宗匠焉，歿贈光祿寺少卿。子五人，㟶以進士令萬年；嶐以拔貢令武義；崙以進士任禮部主事；崇拔貢封博士，弟子諸孫且競秀未艾，乃公卒以崙貴贈奉直大夫，祀鄉賢。
2. ↑  康熙《萊陽縣志·卷六·貢舉志》：天啟……趙士驥 辛酉科（舉人），詳進士
3. ↑  《崇祯十年丁丑科进士三代履历》：赵士骥，曾祖景辉，祖可梁〔寿官〕，父有光〔儒官〕大宾。卓午，书，书二房，己亥十月三十日生，莱阳县人，辛酉三十三名，会二百八十名，三甲一百五十一名，大理寺观政，己卯四月授中书，己卯顺天同考，辛巳丁憂。
4. ↑  《明實錄附錄·崇禎實錄·卷十六》：（崇禎十六年）二月清兵掠壽光，攻德州，入武定、萊陽，殺故工部右侍郎宋玫、吏部郎中宋應亨、中書舍人趙士驥、知縣張宏等。
5. ↑  光緒《增修登州府志·卷三十二》：趙士驥，有光子，天啟辛酉舉人，丁丑授中書舍人，後歸里廉隅自飭。篤於孝友，兄弟閒有無同之，族人待以舉火者甚衆，十六年殉難，贈光祿寺少卿，乾隆閒諡節愍，祀鄉賢祠、忠孝祠，著有《文起樓稿》、《春秋四傳合解》，以子崙贈中憲大夫，墓在縣西五里，有碑。

## 延伸阅读
[在维基数据编辑]
 《明史卷二百六十七》，出自《明史》